# クトナー・ホラ
クトナー・ホラ （チェコ語：Kutná Hora [ˈkutnaː ˈɦora] ( 音声ファイル)、中世チェコ語：Hory Kutné）は、チェコ・中央ボヘミア州の都市。ドイツ語名はクッテンベルク（Kuttenberg）。2014年当時の人口は約20,300人。1995年に市中心部が「クトナー・ホラの聖バルボラ教会のある歴史地区とセドレツの聖母マリア大聖堂」としてUNESCO世界遺産に登録された。

## 名称の由来
クトナー・ホラの語源には複数の説が存在する。
古チェコ語で「採掘」を意味する語である「クターニー（Kutání）」に由来すると言われている。ドイツ語名のクッテンベルクは「山」「鉱山」を意味する「ベルク」と「クッテ」の単語を合成した言葉である。「クッテ」は「溝」「堀」を意味する語、あるいは修道士の僧衣を意味するクッテンなどが語源と考えられている。先にドイツ語の名前が付けられ、それをチェコ語に訳した「クトナー・ホラ」が後から使われるようになったと考えられている。

## 歴史
クトナー・ホラには先史時代から人類が居住し、ケルト人の墓地が発掘されている。
クトナー・ホラでの銀の採掘は10世紀に遡ると考えられており、それより早い799年から採掘が始まっていたという伝承が残されている。クトナー・ホラ近郊の村であるマリーンからは10世紀に鋳造されたディナール銀貨が発見されているが、ディナール銀貨に使われている銀がクトナー・ホラで産出されたものであるかは不明である。
1142年にチェコ最初のシトー会の修道院がクトナー・ホラ近郊のセドレツに建てられる。修道院は農業・建設技術を伝える役割を果たし、13世紀に修道院の所領に含まれる山中で銀鉱脈が発見される。13世紀後半に銀鉱が発見された後、鉱山を中心に集落が形成され、中世のクトナー・ホラにはドイツ出身の鉱夫と技術者が多く住んでいたと考えられている。クトナー・ホラには鉱夫と技術者以外に利潤を求める商人や職人も集まり、13世紀当時のクトナー・ホラで採掘された銀は、ヨーロッパで産出された銀のうちおよそ3分の1を占めていた。
1289年にクトナー・ホラは正式に都市となり、1300年にボヘミア王ヴァーツラフ2世によって王立造幣局が設営された。ここで鋳造された銀貨はプラハ・グロシュと呼ばれ、広くボヘミア内外に流通した。町で産出された銀はボヘミア王国の重要な財源となり、14世紀から15世紀にかけてプラハに次ぐ重要な都市となった。造幣局を兼ねた王の邸宅（通称「イタリア宮」）には代々のボヘミア王がしばしば滞在した。1409年1月18日には、ボヘミア王ヴァーツラフ4世が、カレル大学におけるチェコ人の優位を認めるクトナー・ホラの勅令に署名した。また、クトナー・ホラで産出される銀はボヘミア王国だけでなく神聖ローマ帝国も惹きつけ、ドイツ王アルブレヒト1世、神聖ローマ皇帝ジギスムントらは町に包囲を敷いた。
1419年にフス戦争が勃発すると、皇帝ジギスムントは、クトナー・ホラをフス派に対抗する拠点とした。1421年12月、ジギスムントはフス派急進勢力ターボル派（ターボルの町を拠点とした）を率いるヤン・ジシュカに敗れ（クトナー・ホラの戦い）、町はジシュカに攻略された。一時的な和解の後、ターボル派の手中に町が再び陥落するのを妨げようとした神聖ローマ帝国軍によって、1422年、町に火が放たれた。フス戦争が終結したとき、坑道は泥と水にまみれ、町を支えていたドイツ人の多くは他の場所に移住した。1471年にボヘミア王に選出されたウラースロー2世のもとでクトナー・ホラは復興し、中断されていた聖バルボラ教会の工事が再開される。
しかし15世紀後半以降銀が枯渇し初め、1541年には最も資源に富んだ坑道が水没した。皇帝フェルディナント1世に対するボヘミアの反乱で町は全ての特権を失い、黒死病と三十年戦争の戦禍でクトナー・ホラは廃墟と化した。平和が回復された後、廃れた鉱山を修復する試みは成功せず、町は衰微した。1547年に貨幣鋳造所が廃止され、1727年に銀鉱山が閉鎖される。1770年に町は大火に見舞われる。1845年に鉄道が敷設された後、経済活動の中心はクトナー・ホラの北10kmに位置するコリーンに移った。

## 産業
クトナー・ホラでは冶金、繊維、食品工業が営まれている。1812年にシトー会の修道院が置かれていた場所にタバコ工場が建設され、長い歴史を持つ工場として操業を続けている。
クトナー・ホラではかつて銀の採掘事業が行われ、銀鉱山が操業していた400年の間におよそ2,500トンの銀が採掘されたと見積もられている。銀鉱脈が枯渇した後も、1991年まで鉛、亜鉛の採掘が行われていた。

## 建築物
鉱山の開発とともに急速に発展したクトナー・ホラは計画的な拡張が行われず、街並みは不規則に広がっている。13世紀から16世紀にかけて町の地下に複雑な坑道が掘り進められ、最深部は地下500mに達する。
クトナー・ホラと隣接するセドレツの町は世界遺産に登録されている。地域にある最重要の建築物はゴシック様式で、5つの本堂を持つ14世紀の聖バルボラ教会、13世紀終わりに建てられたかつての王宮で硬貨鋳造所であったイタリア宮がそれにあたる。ゴシック様式の『石の家』は1902年から博物館として利用されており、国内有数の公文書を保管している。ゴシック様式の聖ヤクプ教会は83メートルの塔を持つ。セドレツには、ゴシック様式の聖母教会と有名なセドレツ納骨堂がある。

### みどころ
- 聖母の被昇天と洗礼者聖ヨハネ教会（cs:Chrám Nanebevzetí Pany Marie）
- 聖バルボラ教会（cs:Kostel Sv. Barbory） - チェコのゴシック様式の教会の最高傑作の一つに数えられる[4]。1380年頃に着工されたが、フス戦争の起きた15世紀に工事が中断し、財源が不足した16世紀に工事の進行が停滞した[4]。経費削減のためか教会の上部に塔は建てられず、代わりにサーカスのテントのような屋根が取り付けられている[4]。
- セドレツ納骨堂（墓地礼拝堂、Kostnice Sedlec）
- 聖ヤクプ教会（Kostel sv. Jakuba）
- 聖ヤン・ネポムツキー教会（Kostel sv. Jana Nepomuckého）
- 聖ウルスラ女子修道院教会（Kostel Kláštera Voršilek）
- イエズス会学校（cs:Jezuitská kolej）
- 小城（Hrádek）
- 至聖三者教会（Kostel Nejsvětější Trojice）
- 石井戸（Kamenná kašna）
- 石の家（Kamenný dům）
- 聖体礼拝堂（Kaple Božího těla）
- 大首席司祭館（Arciděkanství）
- ヴラショスキー・ドヴール（ヴラヒ宮殿/イタリア宮殿、Vlašský dvůr） - ボヘミア王の別邸と造幣局を兼ねた建物。14世紀末にヴァーツラフ4世によって王宮に改築された[4]。現在は市庁舎として使用されている[13]。
- 聖母マリアのペスト柱（Morový sloup）
- 鉱山博物館 - ヴラヒ宮殿の西に位置する。かつて使用されていた坑道を見学するガイドツアーが実施されている。

## 姉妹都市
- エゲル, ハンガリー
- フィデンツァ, イタリア
- クレムニカ, スロバキア
- リングステ（英語版）, デンマーク
- スタンフォード（英語版）, イギリス
- タルノフスキェ・グルィ, ポーランド
- ランス市, フランス共和国, グラン・テスト地方